# Moussa Sissako
Moussa Sissako (ur. 10 listopada 2000 w Clichy) – malijski piłkarz grający na pozycji środkowego obrońcy. Od 2019 jest zawodnikiem klubu Standard Liège. Jest bratem Abdoulaye Sissako, także piłkarza.

## Kariera klubowa
Swoją karierę piłkarską Sissako rozpoczynał w juniorach takich klubów jak: RC France (2006-2012) i Paris Saint-Germain (2012-2017). W 2017 roku stał się członkiem zespołu rezerw Paris Saint-Germain. 19 maja 2018 zadebiutował w nim w Championnat National 2 w zremisowanym 1:1 domowym meczu z Saint-Louis Neuweg. W rezerwach PSG grał przez dwa sezony.
Latem 2019 roku Sissako został wypożyczony, a w lipcu 2020 sprzedany za 400 tysięcy euro do Standardu Liège. W nim swój debiut zanotował 28 lutego 2021 w przegranym 1:3 domowym meczu z Anderlechtem.
| Sezon   | Klub                  | Kraj    | Rozgrywki              | Mecze | Gole |
| ------- | --------------------- | ------- | ---------------------- | ----- | ---- |
| 2017/18 | Paris Saint-Germain B | Francja | Championnat National 2 | 1     | 0    |
| 2018/19 | Paris Saint-Germain B | Francja | Championnat National 2 | 23    | 1    |
| 2019/20 | Standard Liège        | Belgia  | Eerste klasse A        | 0     | 0    |
| 2020/21 | Standard Liège        | Belgia  | Eerste klasse A        | 8     | 0    |

## Kariera reprezentacyjna
W reprezentacji Mali Sissako zadebiutował 7 października 2021 roku w wygranym 5:0 meczu eliminacji do MŚ 2022 z Kenią, rozegranym w Agadirze. W 62. minucie tego meczu zmienił Falaye Sacko.